# Custodio García Rovira
José Custodio Cayetano García Rovira (2 de marzo de 1780-8 de agosto de 1816) fue un abogado, militar y político colombiano que fue presidente de las Provincias Unidas de la Nueva Granada en dos ocasiones y gobernador de la Provincia del Socorro durante la Independencia de Colombia.
Nació en Bucaramanga, Santander, hijo de Juan de Dios García Navas y Rosa Rovira de García. Estudió Teología, Leyes, Artes y Filosofía. Fue profesor de Matemáticas, Filosofía, Metafísica y Moral.

## Biografía
José Custodio Cayetano García Rovira nació el 2 de marzo en 1780, en la Villa de Bucaramanga, en el Virreinato de la Nueva Granada, sus padres fueron Juan de Dios García Navas y Rosa Rovira de García. Fue bautizado el 2 de abril de 1780 en la parroquia de Señor San Laureano y Real de Minas de Chiquinquirá.

### Educación
García Rovira realizó en sus primeros estudios en Bucaramanga, en la escuela de Felipe Munar, donde cursó los grados de básica primaria. Tras concluir dicha etapa, en 1795 García Rovira inició
gestiones ante la rectoría del Colegio Real y Seminario de San Bartolomé para conseguir una beca para continuar su educación. Después de haber cumplido con todos los requisitos, García Rovira se trasladó a la capital del virreinato a Santa Fe de Bogotá donde el 9 de julio de 1796, se presentó a la sala rectoral del San Bartolomé, ocupada por el Dr. Manuel Andrade, junto con su padrino y profesor don Emigdio Benítez, para recibir la beca roja de los bartolinos. Ese día fue aprobado su información de nobleza y fue admitido como alumno en el Colegio.

En esa institución realizó sus estudios secundarios, estudió varias materias como latín, teología, filosofía, matemáticas, literatura, derecho canónico, romano y español. Su pasión por los idiomas se vio evidente y aprendió griego, francés, italiano. También cultivó la poesía, la música y la pintura, según el Monseñor José Ignacio Perdomo Escobar, el joven García Rovira tocaba sonatas de Haydn en clavicémbalo. Su desempeño como estudiante fue catalogado como excelente, un certificado del secretario del colegio decía lo siguiente al respecto:
Igualmente me consta que en la carrera literaria ha manifestado su aplicación y talento en los repetidos actos que con singular aplauso ha sostenido en sus respectivas clases, hasta obtener el grado de Doctor en Sagrada Teología, de donde pasó a cursar. Jurisprudencia; y últimamente ha regentado la cátedra de Filosofía, dando auténtico testimonio de su rectitud, activo celo, buen nombre e irreprensible conducta, que dignamente se ha adquirido.
Durante su tiempo como estudiante en el San Bartolomé tuvo de compañeros de estudio varios personajes quienes serían importantes figuras en la independencia de la Nueva Granada como Juan Nepomuceno Azuero Plata, Pedro Fortoul, José María López, los tres hermanos Miguel, Francisco y José María Cabal, Manuel Ricaurte Lozano y su hermano Antonio. Entre sus profesores se encontraba el doctor Francisco Margallo, quien le dictó latinidad y teología . En 1799 recibió el grado de bachiller en Filosofía;
Más adelante ingresó al Colegio de Santo Tomás donde continuó estudios de música y pintura, recibiendo el grado de bachiller en Artes. En 1804, el de bachiller en Derecho Civil y, posteriormente, el título de doctor en Teología. Concluido estos estudios, García Rovira fue aprobado para poder tomar puntos y tomar el examen conocido como la tremenda un examen rigurosísimo a que se sujetaban para optar el doctorado. García Rovira pasó este examen con éxito.
Gracias a esto y a su amor por el estudio en que tanto sobresalió y sus dotes humanísticas, en 1805 fue aceptado como profesor en el Colegio Mayor de San Bartolomé en las áreas de matemáticas, filosofía, metafísica y moral, donde sería maestro de los posteriormente militares Francisco de Paula Santander, Liborio Mejía, Antonio Ricaurte y José Ignacio de Márquez, y como compañero docente de José Félix de Restrepo.
4 años después García Rovira, terminó sus estudios de jurisprudencia, y adelantó las prácticas que entonces se requerían. En las oficinas de los abogados doctores José María Dávila y Juan Elías López, hizo su Consultorio Jurídico completando así todos los requisitos exigidos por el reglamento de San Bartolomé. El 29 de abril de 1809 recibió el título de doctor en Derecho, y la Real Audiencia de Santa Fe de Bogotá lo recibió como abogado.
El Dr. García Rovira también fue uno de los miembros de la Sociedad Literaria El Buen Gusto, que fue fundada por Manuela Sanz de Santamaría, y sus discursos fueron premiados muchas veces.

## Gobernador del Socorro
En julio de 1812, los pueblos de la Provincia del Socorro fueron convocados a elecciones para elegir gobernador. Mediante el voto de todos ellos, fue elegido el Dr. Custodio García Rovira como gobernador de la provincia. Durante los primeros meses de su mandato, el gobernador García Rovira se dedicó en apoyar a la Provincia de Tunja durante la guerra civil de 1812. En octubre de 1812, García Rovira informó al Congreso que ya había entregado los 4000 pesos exigidos a cada provincia de la federación, además de 8000 pesos adicionales para la subsistencia de la expedición que mantenía el Socorro en la provincia de Tunja, a pesar de que el estado de la provincia estaba agotado de recursos. Para diciembre de 1812, García Rovira, en su calidad de gobernador, marchó al frente de las milicias de la provincia, con el batallón Lanceros del Socorro integradas al Ejército de la Unión, en el marco de la guerra civil que había estallado entre las Provincias Unidas y Cundinamarca. Además, formaba parte de la comisión política del Congreso, encargada de negociar la reorganización del gobierno de Cundinamarca en caso de que la toma de Santafé fuera exitosa. Sin embargo, este plan nunca se materializó, ya que el Ejército de la Unión fue derrotado por las fuerzas de Cundinamarca, lideradas por Antonio Nariño, en la Batalla de San Victorino, librada el 9 de enero de 1813. Como resultado de la victoria centralista, ambos bandos acordaron poner fin al conflicto para enfocarse en la defensa de la naciente república ante la amenaza realista. Tras la firma del acuerdo, el gobernador García Rovira regresó a su provincia.
Desde este punto la gobernación del Socorro bajo Custodio García Rovira se dedicó a una intensa preparación militar para colaborar con la defensa del país, este se vio con el envío de dineros, armas, y vestuarios que eran producidos en la provincia gracias a su gran industria para confeccionar mantas y cuero. A mediados de 1813, el general Antonio Nariño propuso iniciar una campaña militar destinada a liberar el sur del país, que había caído en manos de los realistas, el gobernador García Rovira, siguiendo las instrucciones del Congreso de las Provincias Unidas, organizó el Batallón de Infantería Cazadores del Socorro para unirse a la expedición. Este batallón estaba compuesto por 400 hombres bajo el mando del capitán Pedro Monsalve. Además, el gobernador proporcionó el apoyo logístico necesario, que incluía 22 cargas de arroz, 3000 cartuchos, 2000 balas y 8000 pesos destinados a cubrir los gastos de la unidad. Estas tropas partieron de la provincia a finales de julio, llegando a Santafé a comienzos de agosto para salir ese mismo mes para el sur.

### Campaña del Norte
En octubre de 1813, la provincia del Socorro se vio amenazada por los realistas tras la derrota del sargento mayor Francisco de Paula Santander y sus tropas patriotas en la Batalla de la Llanura de Carrillo, librada a dos leguas de Cúcuta. Como consecuencia, la ciudad cayó en manos de los realistas, y los patriotas tuvieron que replegarse hasta Málaga. Ante las noticias alarmantes que ponían en serio riesgo las provincias del norte del país, el Congreso de las Provincias Unidas nombró al militar escocés, el brigadier Gregor MacGregor como comandante del ejército del norte para recuperar la zona. Dese Málaga, MacGregor y Santander con 600 hombres lanzaron un contraataque en noviembre de 1813, logrando recuperar a la capital provincial de Pamplona. Pero las fuerzas realistas, aprovechando su superioridad numérica, lograron recuperar el control de la ciudad el 13 de diciembre. Ante esta situación, las tropas patriotas se vieron obligadas a retirarse a Bucaramanga, mientras se recibían informes de las atrocidades cometidas por las fuerzas realistas del capitán Bartolomé Lizón en las zonas ocupadas.

Estos acontecimientos despertaron un fervor patriótico en las provincias. Según el historiador José Manuel Restrepo, en esta época:
Los habitantes del Socorro principalmente corrieron a las armas, excitados por su gobernador García Rovira, que reunió en pocos días una columna respetable.
Gracias a este levantamiento, los patriotas lograron contener al enemigo, a pesar de que contaban con tan solo 200 fusiles. En febrero de 1814, el brigadier MacGregor, junto con el gobernador García Rovira como segundo jefe, y el coronel Santander como jefe de Estado Mayor, organizaron una división de 2000 tropas en Piedecuesta para lanzar una contraofensiva. Esta campaña se llevó a cabo poco después, logrando la recuperación de Pamplona el 4 de febrero y la liberación de los valles de Cúcuta el 14 de febrero. Tras estas victorias, MacGregor persiguió a Lizón hasta Táriba y La Grita al otro lado de la frontera en Venezuela, pero poco después obtuvo del gobierno licencia para retirarse debido a problemas de salud.
Ante su partida, el gobierno nombró al gobernador Custodio García Rovira como comandante del Ejército del Norte, otorgándole el grado de coronel. Sin embargo, aunque aceptó el mando, García Rovira decidió no hacer uso del despacho de coronel conferido por el gobierno. Durante siete meses, García Rovira estuvo al frente del Ejército del Norte, liderando las tropas patriotas en su lucha contra los realistas.

## Presidente y miembro del triunvirato
El 23 de septiembre de 1814, el congreso de la unión reformó la Constitución de las Provincias Unidas de la Nueva Granada y dispuso que el Poder Ejecutivo fuera ejercido por tres individuos, en un triunvirato entre los cuales se turnaría la presidencia cada cuatro meses. El título que ostentarían los miembros del triunvirato sería Presidente de las Provincias Unidas de la Nueva Granada .El 30 de septiembre de 1814, el congreso eligió como miembros del triunvirato al Dr. Manuel Rodríguez Torices, presidente del Estado de Cartagena; Dr. Custodio García Rovira, presidente de la Provincia del Socorro y a Don José Manuel Restrepo, Secretario del Estado de Antioquia.
Al momento que García Rovira fue elegido como presidente tenía 34 años de edad. En los primeros días de Octubre le llegó a Cúcuta la comunicación de su nombramiento cómo presidente por parte del congreso. Días después el 22 de octubre el presidente García Rovira recibió un solemne juramento de reconocimiento y obediencia al gobierno de la Unión por parte de todas las tropas acantonadas en Cúcuta, y también el reconocimiento del general Urdaneta, como su comandante General.
El presidente García Rovira salió de Cúcuta en los primeros días de noviembre, llegó a Pamplona el 5 de ese mismo mes donde escribió una serie de órdenes sobre el movimiento de tropas para la futura campaña para tomar a Cundinamarca. El 26 de noviembre, el presidente García Rovira llegó a la capital federal en Tunja, el 28 de noviembre se presentó ante el congreso para tomar el juramento y luego pasó al palacio de gobierno para poder empezar sus funciones.
Los primeros actos de su gobierno estuvieron dirigidos a atender la situación con el Estado Libre de Cundinamarca. Desde que se conoció el fracaso de la campaña del sur del general Nariño, su posterior captura por los realistas y la derrota de las fuerzas patriotas en Venezuela, el gobierno de las Provincias Unidas de la Nueva Granada intentó entablar negociaciones con Cundinamarca. El objetivo era lograr su incorporación a la confederación y consolidar la unión bajo una única bandera bajo para enfrentar la grave amenaza que representaban las fuerzas realistas. Las conversaciones fueron lideradas por José Fernández Madrid, en representación del Congreso de las Provincias Unidas, y el doctor Jorge Tadeo Lozano, en nombre del Colegio Electoral de Cundinamarca. Ambos comisionados lograron acordar un plan de 16 puntos, el cual fue aprobado por el Congreso. Sin embargo, el presidente de Cundinamarca, Manuel Bernardo Álvarez, rechazó el acuerdo. Ante esta negativa, el Congreso de las Provincias Unidas decidió someter a Cundinamarca por la fuerza. El 28 de noviembre de 1814 el presidente García Rovira mandó un extenso oficio al presidente Álvarez en el cual le comunicó que ha dispuesto mover hacia esa capital toda la fuerza disponible, al mando del general Bolívar si este no se sometía al congreso y hiciera parte de las Provincias Unidas, si lo rechazaba García Rovira declaró que lo hacía responsable de la guerra que sobrevendría al rechazar su propuesta. Ese mismo día el presidente García Rovira firmó el decreto que designaba a Simón Bolívar como capitán general del ejército de la unión y el congreso le confirió el mando de 2.800 tropas para marchar sobre Bogotá. El 4 de diciembre el presidente Álvarez rechazó el oficio y declaró que iba defender la ciudad. Ante tal respuesta el 5 de diciembre el general Bolívar marchó con el ejército para Bogotá y tres días después acampó en la parte occidental de la ciudad. Bolívar intentó dos veces en intimar la rendición de Álvarez, pero la respuesta seguía siendo negativa. Entre el 10-12 de diciembre de 1814 se libró el asedio de Santafé de Bogotá . El enfrentamiento terminó con una victoria para las Provincias Unidas, por la victoria se hicieron celebraciones públicas y religiosas en Tunja. Con esta victoria la Nueva Granada quedó unificada por el gobierno federalista y Santafé fue nombrada como nueva capital federal el 21 de enero.

Ya en Bogotá, el presidente García Rovira se dedicó organizar el Gobierno y reclutar soldados para las futuras campañas militares. En febrero se firmó un indulto a los desertores. Ese mismo mes el presidente García Rovira, se dedicó a la creación e integración de la Alta Corte de Justicia. Este fue una de las principales preocupaciones del presidente García Rovira durante su mandato dada su experiencia como abogado y doctor en varios derechos y catedrático universitario. El 9 de febrero de 1815 mandó una comunicación al congreso de las provincias de la Nueva Granada sobre la necesidad y importancia de contra con un alto tribunal de justicia. El congreso atendió la solicitud del Triunvirato y el 15 de febrero siguiente expidió la Ley sobre la Alta Corte de Justicia que decretaba lo siguiente: 
la creación de la alta corte de justicia o alto tribunal de ella, compuesto de cinco jueces y dos fiscales, uno de éstos de lo civil y hacienda, y el otro de lo criminal, con las plazas auxiliares y subalternas de dos relatores, dos secretarios y dos porteros.
 Pero el triunvirato hizo algunas objeciones a la Ley , y le pidió al congreso reducir el número de personal dada las dificultades presupuestarias. El congreso respondió esta propuesta el 22 de febrero y se acordó tomar en cuenta las objeciones del poder ejecutivo. El 3 de marzo de 1815 se nombraron los jueces que conformarían la alta corte de justicia quienes fueron: Joaquín Hoyos, José Gregorio Gutiérrez, Juan Dionisio Gamba, Juan Nepomuceno Piedri y Francisco Javier Yanes, y para fiscales a los ciudadanos Francisco Antonio Ulloa, de lo civil y de hacienda, y Francisco Ardila de lo criminal.
El 28 de marzo de 1815 terminó el período reglamentario de la presidencial de Custodio García Rovira. Ese mismo día lo sucedió el representante de Cundinamarca, don José Miguel Pey, elegido en reemplazo de don José Manuel Restrepo, quien renunció. García Rovira continuó como miembro del Triunvirato hasta el 11 de julio de 1815, día en que presentó ante el congreso su renuncia.

### Comandante del Ejército de Reserva
El 23 de julio de 1815 arribó en Santa Marta el ejército expedicionario de Costa Firme del general Pablo Morillo que había sido desplegado desde España para retomar la Nueva Granada. En agosto el ejército real logró imponer un asedio sobre el puerto de Cartagena de Indias, y fuerzas realistas en Venezuela empezaban a movilizarse para invadir a la Nueva Granada actuando en conjunto con las fuerzas de Morillo.
Ante tal situación el gobierno de la unión empezó a mover tropas y recursos para resistir a la invasión, queriendo aportar a la defensa de la república, García Rovira le envió al gobierno una nota pidiendo que lo destinaran como oficial en el Ejército del Norte. El 1 de septiembre de 1815 el gobierno lo designó como comandante del Primer Ejército de Reserva y fue ascendido al rango de general de Brigada.
El 12 de septiembre, el general García Rovira ya se había trasladado a Tunja listo para recibir instrucciones del gobierno de la unión. Días después se trasladó al Socorro donde se quedaría por un mes mientras alistaba para procurar conformar un nuevo batallón y marchar hacia el Norte, donde se esperaba que las tropas invasoras entrarían. El 18 de octubre, la V División del ejército expedicionario bajo el mando del coronel Sebastián de la Calzada con unas 2211 tropas invadió a la Nueva Granada desde Guasdualito, con el objetivo de marchar al norte para tomar a Cúcuta y luego a Ocaña. El ejército de la Unión tenía en los llanos el ejército del oriente bajo el mando del coronel Joaquín Ricuarte quien intentó detener a Calzada, lo cual resultó dando el combate de Chire que se libró el 31 de octubre terminó siendo una victoria patriota, pero la indisciplina de la tropas patriotas dejo que Calzada pudiera escapar con la mayoría de su fuerza y continuó su marcha hacia el norte.
Al conocer la noticia el 12 de noviembre, el general García Rovira salió de su cuartel en El Socorro rumbo a Pamplona, con la intención de que Calzada quedara atrapado entre dos fuegos: el suyo y el del general Rafael Urdaneta, quien se encontraba en Cúcuta como comandante del ejército del norte. García Rovira planeaba interceptar al ejército realista cerca de Chita, pero el comandante español y sus tropas ya habían pasado por allí siete días antes. Para el 16 de noviembre, García Rovira llegó a Soatá, donde escribió al gobernador de Pamplona anunciándole con confianza: Por poca que sea nuestra resolución, los aniquilaremos, en referencia al ejército realista. Al enterarse de la presencia de los españoles en el valle de Enciso, aceleró su marcha hacia la Villa de Málaga, a donde arribó el miércoles 22 de noviembre. Decidió permanecer en Málaga mientras esperaba refuerzos provenientes de Socorro, Piedecuesta y del comandante Buitrago. En sus comunicaciones con Urdaneta, García Rovira estimó que su enemigo contaba con solo 400 hombres en condiciones deplorables de disciplina y moral, afectados por su reciente derrota en Chire. Sin embargo, en realidad, las fuerzas de Calzada se mantenían intactas a pesar de aquella derrota, sumando aproximadamente 1800 hombres. Debido a esta errónea apreciación, el general Urdaneta y el gobernador de Pamplona, don Fernando Serrano, decidieron dar un golpe decisivo y detener el avance de Calzada en el río Chitagá. Los patriotas lograron reunir cerca de 1000 hombres, entre ellos 500 fusileros y 500 lanceros a pie. Sin embargo, para su sorpresa, los supuestos 400 hombres en mal estado resultaron ser un ejército de 1800 soldados preparados para el combate. El 25 de noviembre se libró la Batalla de Málaga, en la que los realistas infligieron una aplastante derrota al ejército del norte. De los 1000 hombres patriotas, solo unos 200 lograron escapar junto con el general y el gobernador, quienes se vieron obligados a replegarse a Pamplona. Al día siguiente, el ejército del norte entró brevemente a la ciudad, tomó el parque y los archivos, y luego se retiró a Cácota. Pocos días después, Calzada y la V División ocuparon la ciudad.
Días después, el general García Rovira llegó a Chitagá, donde estableció su cuartel general y permaneció algunos días. Fue allí donde se enteró de la derrota en Málaga. Para el 4 de diciembre de 1815, el Primer Ejército de Reserva, comandado por García Rovira, contaba con aproximadamente 800 hombres, integrados por el Cuerpo Nacional de Artillería, el Batallón N.º 2 de Tunja, el Batallón N.º 3 del Socorro y la compañía reunida del Ejército del Norte. A pesar de disponer de un número considerable de tropas, esta fuerza se encontraba en pésimas condiciones. En un informe escrito por el propio general, describía la situación del ejército como sin oficialidad suficiente, escasa de armas, sin víveres, sin dinero, sin vestuario. El ejército se trasladó nuevamente y llegó a Guaca el 8 de diciembre. Mientras tanto, en Piedecuesta, el general Urdaneta estableció su cuartel con los remanentes del Ejército del Norte. Pocos días después, llegó también a Piedecuesta el coronel Francisco de Paula Santander, al mando del 5.º Batallón de la Unión, procedente de Ocaña. Al recibir la noticia de la derrota en Málaga, Santander lideró una hábil y arriesgada retirada por el camino viejo de Rionegro a Girón, lo que permitió que sus tropas lograran llegar a salvo a Piedecuesta.
El 25 de diciembre el gobierno de la unión ordenó al general Rafael Urdaneta trasladarse a la capital para dar cuenta de la pérdida de la batalla de Bálaga. Con el relevo de Urdaneta el general García Rovira se trasladó a Piedecuesta el 6 de enero de 1816, dos dias después el 8 de enero asumió el mando como comandante del ejército del norte. Al asumir el mando recibió una comunicación fechada el 4 de enero de 1816 del secretario de guerra del gobierno de la Unión con órdenes de atacar de firme al Ejército de Sebastián de la Calzada hasta destruirlo o por lo menos alejarlo de la Nueva Granada. El coronel Santander fue nombrado como mayor general (segundo en jefe) del ejército y los dos dedicaron su tiempo en organizar y disciplinar las tropas. Durante este tiempo el ejército del norte aumentó su pie de fuerza gracias a los refuerzos enviados desde las provincias de Socorro, Cundinamarca, y Tunja. Con estos refuerzos el ejército de norte contaba con un pie de fuerza de 2500 hombres en su totalidad, de los cuales 1600 eran fusileros, 200 de caballería y los demás lanceros de a pié.

#### Batalla de Cachirí
Mientras esto ocurría desde su cuartel en Pamplona el coronel Calzada había recibido informes de que el ejército republicano se había situado en una posición estratégica y ventajosa en Piedecuesta. Queriendo desalojar a los republicanos de su ventajosa posición, Calzada decidió fingir una marcha hacia Ocaña a través del Páramo de Cachirí, con el objetivo de obligar a García Rovira a enfrentarlo allí. A comienzos de febrero de 1816, Calzada puso en marcha su plan y emprendió su marcha hacia Ocaña, pasando por el Páramo de Cachirí. En el páramo, colocó una retaguardia de 300 hombres cerca de la entrada, mientras que el resto de su división continuó hacia el norte.
Los republicanos cayeron en la trampa y, al conocer la presencia de estas tropas realistas el 8 de febrero, el general García Rovira ordenó a la vanguardia del Ejército de la Unión atacar a los 300 realistas apostados en el Páramo. El combate entre ambos bandos se prolongó por más de ocho horas, obligando a los españoles a retirarse. Sin embargo, lo hicieron de manera ordenada, ya que los republicanos no lograron perseguirlos debido a la falta de caballería.
Esta pequeña victoria fue comunicada al secretario de guerra en Santafé. Al mismo tiempo, los republicanos recibieron noticias de que un convoy española de abastecimientos venía desde Maracaibo para Pamplona. Esta noticia obligó al general García Rovira a enviar al batallón 2.º del Socorro al mando del coronel José María Mantilla para interceptarlo, este envío de tropas redujo notablemente el número de sus tropas.
A partir de ese momento, García Rovira decidió movilizar a todo su ejército, unos 2000 infantes y 80 jinetes, e internarse en el Páramo de Cachirí para defender la provincia del Socorro, consolidando su posición el 16 de febrero. La estrategia del general García Rovira consistía en organizar un dispositivo a base de 3 líneas sobre la loma de Cachirí con algunas posiciones adelantadas y un puesto avanzado en un sitio llamado Laguneta. Pero esta decisión no fue respaldada por el coronel Santander, quien argumentó que defender por escalones el paso hacia Bucaramanga con tropas bisoñas sería difícil, pero García Rovira no acató a su sugerencias.

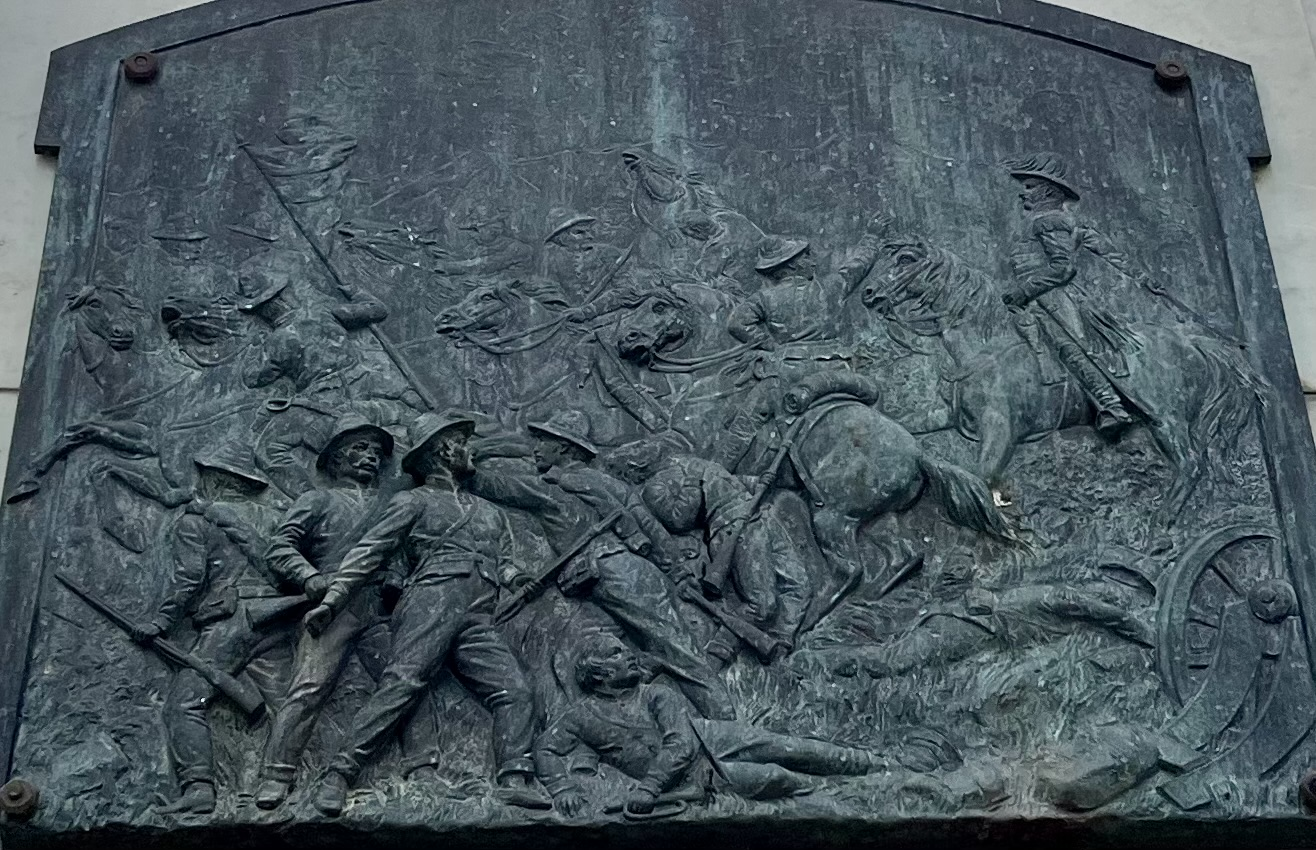
Relieve de la Batalla de Cachirí que hace parte del pedestal del monumento al general Custodio García Rovira hecho en 1910

El 20 de febrero Calzada se encontraba cerca a Ocaña cuando supo que su estrategia de atraer a los republicanos funcionó. Reagrupado, volvió a la ofensiva tras recibir refuerzos, unos 300 cazadores del Regimiento de Infantería La Victoria al mando del capitán Silvestre Llorente y contramarchó rápidamente el mismo día donde se presentó frente a las posiciones de los republicanos en la tarde del 21 de febrero.
El primer día de batalla, los republicanos lograron defender sus posiciones ante el asalto de las tropas españolas. Al caer la noche el general García Rovira ordenó el cambio de posición hacia atrás, dejando solamente un pequeño destacamento en la anterior y estableciendo, con un batallón, una primera línea de resistencia en la nueva posición, la cual mejoró con la construcción de algunas fortificaciones. El segundo día de combate, el 22 de febrero, comenzó con un ataque similar por parte de las tropas realistas, con un ataque por el frente y por los flancos apoyado por artillería, durante más de una hora se intercambió un intenso fuego de fusilería, a pesar de esto los patriotas lograban mantener la línea. Sin embargo, el batallón Santafé ubicado en la primera línea de trincheras, ante el intenso fuego de fusileria y artillería perdió a su oficial comandante. Ante este hecho del batallón Santafé a abandonó la trinchera, que rápidamente cayó bajo el control de los españoles. El batallón Tunja, que estaba posicionado detrás de ellos, debía tomar su lugar, pero este también se retiró, al igual que un tercer batallón republicano que debía continuar con la defensa. La retirada de estas unidades provocó un desorden generalizado que comenzó a apoderarse de las tropas patriotas. Los españoles aprovecharon la situación y su centro recibió la orden de ejecutar una carga a la bayoneta. El coronel Santander entonces mando al 5º Batallón de la Unión que hiciera una descarga la cual se logro, pero al tratar de descargar otra vez fueron arrollados por los batallones republicanos que se habían retirado en total desorden. Aprovechando tal desorden los españoles lanzaron una carga de la caballería española, la cual aniquiló el ejército de la unión, obligándolos a huir en desorden hacia la Villa de Matanza. Los jinetes españoles perpetraron una horrorosa carnicería, dejando a cientos de soldados patriotas muertos en la camino. Solo el general García Rovira el coronel Santander junto con un puñado de oficiales y soldados pudieron sobrevivir la masacre.
Las consecuencias de la derrota militar sufrida por los republicanos en el Páramo de Cachiri fueron desastrosas, prácticamente toda la línea de defensa del norte del país había colapsado dejando la vía libre para que el ejército expedicionario pudiera seguir su marcha hacia el interior del país y capturar a Santafé. Años más tarde Santander comentaría sobre la conducta del general García Rovira en batalla diciendo que aunque dotado de un valor personal admirable y empapado con muchas teorías militares, cometió la grave falta de querer hacer con tropas bisoñas lo que había leído que hicieron los grandes capitanes con tropas bien disciplinadas. Los restos sobrevivientes del ejército del norte se retiraron en dirección a Santafé donde llegaron a la villa del Socorro el 27 de febrero. Ahí el general Gracia Rovira intentó recomponer su fuerza, reclutando nuevas tropas y para el 1 de marzo ya tenía organizado al menos trescientos hombres.

La noticia del desastre en Cachirí llegó a Santafé el 28 de febrero, y causó mucha consternación entre muchos patriotas, incluso muchos culparon al García Rovira por tan terrible derrota. Al recibir la noticia de la derrota el cronista José María Caballero anoto en su diario lo siguiente 
Se recibió la infausta noticia de haber sufrido nuestro ejército un descalabro y derrota por las tropas de Calzada, en las montañas de Cachirí. ¡Adiós, libertad! ¡Adiós, independencia! ¡Qué mal te han sabido conservar! Batieron la columna que mandaba don Custodio García Rovira, compuesta de 400 hombres,
La pérdida en Cachirí causó varias consecuencias políticas como la renuncia de Camilo Torres a la presidencia de las provincias unidas el 12 de marzo, 2 días después fue elegido José Fernández Madrid como nuevo presidente de las Provincias Unidas de la Nueva Granada. En el ámbito militar, el prestigio de Custodio García Rovira como militar fue desacreditado, lo que llevó al secretario de guerra de las Provincias Unidas a ordenar su relevo. Como su reemplazo, se designó al coronel francés Manuel de Serviez, quien fue nombrado general en jefe de todas las fuerzas de la segunda línea de defensa y ascendido a general de brigada. Al recibir esta información, el 7 de marzo el secretario de guerra también ordenó al general García Rovira trasladarse a la capital en donde otros objetos no menos interesantes exigen su presencia, sus luces y su patriotismo. El general encargó al coronel Santander la entrega del mando del ejército. Finalmente, el traspaso de mando al general Serviez se llevó a cabo en el Puente Real de Vélez el 22 de marzo.
Al llegar a la capital, el general García Rovira fue designado por el presidente José Fernández Madrid como Secretario General de Gobierno. En esta función, acompañó al presidente en sus movilizaciones por la Sabana de Bogotá. Durante esos días, el país atravesaba una profunda crisis, pues la llegada inminente de las tropas realistas a la capital era una amenaza inminente. En respuesta, el presidente Madrid ordenó al general Serviez enfrentar al enemigo para defender la ciudad. Sin embargo, Serviez, quien había logrado reconstruir parcialmente el Ejército del Norte, decidió no acatar la orden, argumentando que la calidad de sus tropas y la escasez de municiones hacían imposible sostener un combate. En una comunicación con el presidente, explicó su plan de realizar una retirada estratégica hacia los llanos del Casanare con el fin de salvar al ejército y desplegarlo en guerrillas para enfrentar a los españoles. Madrid y Serviez intercambiaron varias comunicaciones, uno intentando persuadir al otro de seguir sus respectivos planes. Finalmente, el presidente cedió y permitió que Serviez trasladara sus tropas a los llanos.
Durante este tiempo, García Rovira, como Secretario General del Gobierno, se encargaba de despachar comunicaciones diarias a los distintos miembros del gobierno. Para finales de abril y comienzos de mayo, las tropas realistas ya se encontraban cerca de la capital, y el control patriota sobre el interior del país se desmoronaba rápidamente. En Bogotá, solo quedaba para su defensa el Batallón Guardia de Honor, compuesto por 170 soldados, la mayoría bisoños sin experiencia en combate. El presidente había ordenado el traslado del Batallón Socorro del Ejército del Sur para reforzar la defensa de la ciudad, pero la situación era insostenible. Ante la imposibilidad de resistir el avance realista, el presidente Madrid ordenó la evacuación de los miembros del gobierno hacia Popayán, la única ciudad aún bajo control patriota y a donde muchos ya habían huido. El viernes 3 de mayo, el presidente partió de Funza rumbo a Popayán, acompañado por varios miembros del gobierno y numerosos patriotas.
El general García Rovira fue designado comandante de las tropas de retaguardia, compuestas por el Batallón Guardia de Honor, bajo el mando del sargento mayor Simón Burgos, y el Batallón Socorro, liderado por el coronel Pedro Monsalve, cuya misión era cubrir la retirada. Tenía como ayudante al teniente José María Botero. Finalmente, el 6 de mayo, las tropas españolas del brigadier Miguel de la Torre y el coronel Sebastián de la Calzada entraron en la ciudad de Bogotá.
La retirada se detuvo en Neiva debido a la falta de recursos. En esta ciudad, el presidente ordenó al general García Rovira que intentara defender la provincia de Neiva, mientras él continuaba su marcha hacia Popayán, acompañado por el Batallón Guardia de Honor. Finalmente, el presidente llegó a Popayán el 5 de junio de 1816.

### Presidente dictador
Para junio de 1816, la mayor parte del país se encontraba bajo el control de los españoles, excepto Neiva y Popayán, donde aún resistía el Ejército del Sur, compuesto por 700 hombres bajo el mando del general José María Cabal. Al llegar a Popayán, el presidente Madrid se encontró con una situación difícil: los oficiales del Ejército del Sur estaban descontentos con las decisiones del general Cabal y su segundo al mando, el coronel quiteño Carlos de Montúfar. Ambos proponían desplegar el ejército en guerrillas en lugar de enfrentarse directamente al enemigo en campo abierto, lo que generó fuertes discrepancias dentro de la oficialidad. Ante este panorama, el presidente Madrid convocó una Junta de Guerra, en la cual el general Cabal presentó su renuncia al mando. Una vez aceptada su dimisión, se nombró como nuevo comandante del Ejército del Sur al teniente coronel Liborio Mejía, comandante del Batallón Antioquia y antiguo alumno de García Rovira. Al mismo tiempo, el presidente Madrid convocó a la comisión legislativa del Congreso de las Provincias Unidas, cuyos miembros también habían huido a Popayán. En esta reunión, el presidente expresó su deseo de renunciar a la presidencia y abogó por la necesidad de nombrar a un jefe militar como nuevo mandatario.
La comisión aceptó la renuncia del presidente Madrid y, el 22 de junio de 1816, eligió al general Custodio García Rovira como presidente-dictador de las Provincias Unidas de la Nueva Granada, designando a Liborio Mejía como vicepresidente. Sin embargo, como García Rovira aún se encontraba en tránsito hacia la ciudad, el vicepresidente Mejía asumió temporalmente el mando civil y militar en su ausencia.
La demora de García Rovira se debió a que viajaba acompañado por la familia patriota Piedrahita, de cuya hija, María Josefa (conocida como Pepita), se enamoró. A pesar de ello, el general ordenó que el Batallón Socorro continuara en la retaguardia mientras él permanecía con la familia.
Mientras tanto, en Popayán, los patriotas detectaron la presencia del ejército realista al occidente de la ciudad, en la villa de El Tambo, donde habían construido fortificaciones. Estas tropas estaban comandadas por el brigadier Juan de Sámano. Ante esta amenaza, el vicepresidente y coronel Mejía decidió enfrentarlos en combate, con la esperanza de derrotarlos.
Sin embargo, el Ejército del Sur sufrió una contundente derrota en la Batalla de la Cuchilla del Tambo. A pesar de los grandes esfuerzos de los patriotas, la escasez de hombres y municiones selló su destino. El vicepresidente Mejía logró escapar junto con algunos oficiales, replegándose rápidamente hacia Popayán, por donde pasaron fugazmente antes de dirigirse a la villa deLa Plata, al otro lado de la cordillera. El día de la batalla, el general García Rovira se encontraba en camino desde La Plata hacia Popayán, atravesando el páramo de Guanacas. Durante su trayecto, hizo una pausa en la única posada en el camino, conocida como El Tambo de Gabriel López, donde se alojaba junto a la familia Piedrahita. Esa misma noche, el general pidió formalmente la mano de María Josefa a su familia, quienes aprobaron la unión. Sin embargo, pocas horas después, comenzaron a llegar los sobrevivientes de la Batalla de la Cuchilla del Tambo, entre ellos el coronel Liborio Mejía, el capitán Joaquín París del Batallón Guardia de Honor, el sacerdote Francisco Antonio Florido y algunos soldados. Exhaustos y abatidos, relataron al general lo sucedido en la batalla y la derrota sufrida ante los realistas. Esa noche, los derrotados decidieron permanecer en la misma posada para descansar, recuperarse y reorganizarse antes de continuar su marcha. Al día siguiente, el general García Rovira conversó con el coronel Mejía y le pidió que continuara al mando de la tropa y que se reunieran después en La Plata, donde se encontraba el Batallón Socorro. Además, le solicitó que fuera su padrino de boda, pues tenía previsto casarse allí en la posada donde se estaban quedando. El 1 de julio de 1816, José Custodio Cayetano García Rovira contrajo matrimonio con María Josefa Piedrahita Sanz en una ceremonia oficiada por el padre Fray Francisco Antonio Florido. Tras la ceremonia, el coronel Mejía dio la orden de marcha hacia La Plata, mientras que el general García Rovira, acompañado de su esposa y su familia, emprendió el viaje con un paso más lento, siguiéndolos a la distancia.
El 10 de julio el coronel Mejía y el coronel Monsalve fueron derrotados en la Batalla de La Plata por las tropas expedicionarias del coronel Carlos Tolra, días después fueron capturados Mejía y Monsalve, y los muertos, tanto en combate como ahogados en el río, sumaron alrededor de un centenar. Con esta nueva derrota, toda resistencia militar había terminado en el territorio de la Nueva Granada.

El presidente Custodio García Rovira, acompañado de su joven esposa y una pequeña tropa, se encontraba bastante más atrás en la marcha y no llego a participar en la batalla. Al conocer el desastre, intentó retroceder y buscar el camino por las selvas del Caquetá, con la esperanza de alcanzar las fronteras del Brasil. Sin embargo, en ese momento, un fuerte terremoto sacudió la montaña, destruyendo los caminos y cortando toda posibilidad de retirada. Poco después fueron capturados por tropas españolas, la captura del presidente Garcia Rovira fue notificada en una carta escrita por el general Pablo Morillo fechada el 23 de julio, dirigido a don Toribio Montes, donde comunicó lo siguiente:
Los rebeldes que huyeron de Popayán intentaron defenderse en la ciudad de La Plata; sin embargo, el teniente coronel Carlos Tolrá los atacó, causándoles numerosas bajas y apoderándose de su armamento, municiones y todo cuanto poseían. Entre los prisioneros capturados, se encuentra el general Custodio García Rovira, quien había comandado a los rebeldes en la batalla de Cachirí.

## Muerte
Tras ser capturado, el presidente García Rovira fue trasladado a Santafé y encarcelado en el Colegio del Rosario, junto con el doctor José Gabriel Peña, Hermógenes Céspedes, el padre Diego Padilla, el padre Florido y el padre Uscátegui, de la orden de San Juan de Dios. Todos ellos fueron recluidos en un calabozo y encadenados con grillos. En Santafé, el general Morillo había establecido un Consejo de Guerra con el propósito de juzgar y condenar a los numerosos patriotas que se encontraban bajo su custodia. El presidente García Rovira y los demás prisioneros fueron puestos en capilla el 6 de agosto.

El 8 de agosto de 1816, el presidente García Rovira, Hermógenes Céspedes y el doctor José Gabriel Peña recibieron la notificación del Consejo de Guerra, en la que se les informaba que habían sido condenados por el delito de traición y sentenciados a pena de muerte. Ese mismo día fueron conducidos a la Huerta del Jaime (hoy Plaza de Los Mártires) en un gran desfile, que quedo descrito por el doctor D. José Belver quien en 1816 vio desde la ventana de su casa situada en la calle de San Juan de Dios, el desfile de los condenados; 
Iba en la primera fila el General Custodio García Rovira, cuya fisonomía revelaba no haber cumplido 36 años; fijaba los ojos con mucha devoción en el crucifijo que llevaba en la mano izquierda, y cuando pasó por el frente de la ventana donde yo estaba, él mismo se auxiliaba en voz alta, pero no le entendí palabra alguna de las que articulaba, razón por la cual después he creído que iría hablando en latín, porque, según supe más tarde, era abogado y hombre de una vasta ilustración, que como catedrático de filosofía comunicó a varios hombres que figuraron después, y entre otros al General Santander. Iba vestido con pantalón de una tela de algodón, muy común entonces, que se llamaba mahón amarillo, y con chaqueta, corbata y chaleco blancos muy bien aplanchados, y la cabeza atada con un pañuelo, blanco también, en forma de gorro
 Al llegar al patíbulo fue fusilado por la espalda junto al lado del capitán Hermógenes Céspedes, el doctor José Gabriel Peña, un mulato de apellido Castro y otro señor de apellido Nava. Posteriormente, su cadáver fue puesto pendiente de la horca, con un rótulo que decía: GARCÍA ROVIRA, el estudiante, fusilado por traidor, y fue sepultado en un cementerio que existía al occidente de la ciudad. Algunos años después, los restos de García Rovira fueron trasladados a la Iglesia de La Veracruz, declarado por ley cómo Panteón Nacional, sus restos reposan al lado de otros próceres que también perdieron sus vidas durante el Régimen del Terror.

## Legado

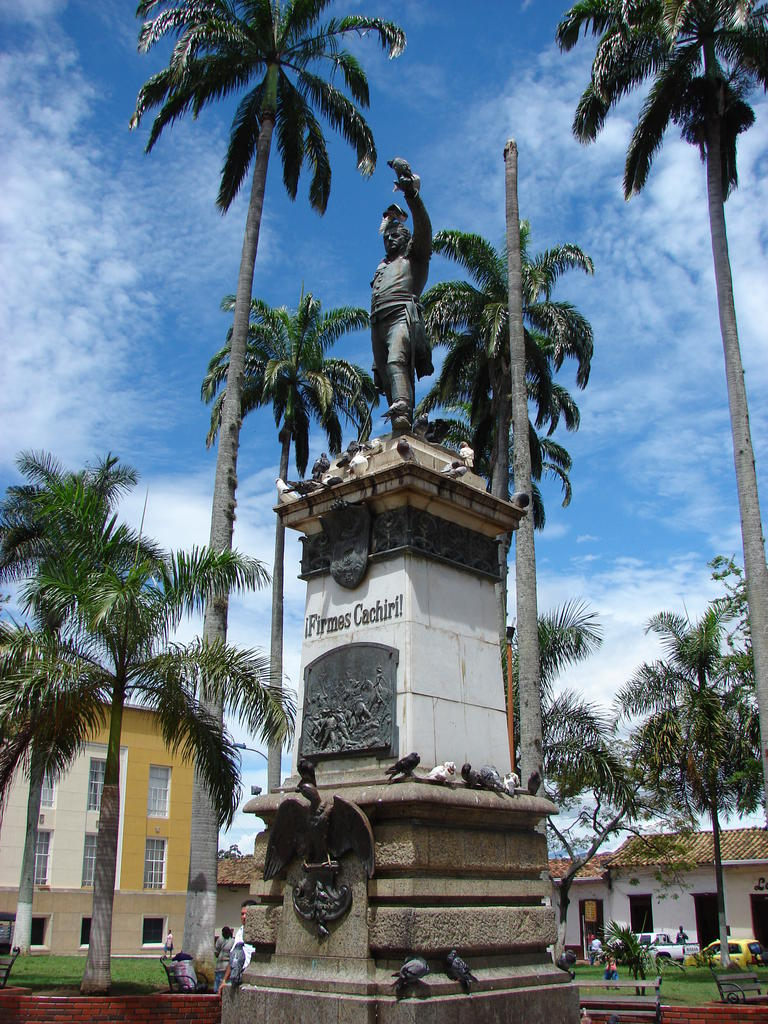
Estatua de Custodio García Rovira en Bucaramanga

Una Provincia del Departamento de Santander lleva su nombre, y una ley de 1896 honra su memoria ordenando se le erija una estatua en su ciudad nativa. Esta estatua y sus relieves fueron fundidas en Berlín por el artista alemán Xavier Arnold, la estatua lo representa el general en tamaño heroico, sobre un alto zócalo de granito, representando el momento en que exclamaba: ¡Firmes, Cachiri!. Al zócalo de granito lo adornan relieves de bronce, de los cuales uno representa un episodio de la batalla referida, y también un cóndor enorme se posa con las alas extendidas. Este monumento fue erigido el 20 de enero de 1907 en el parque también construido en su honor y llamado Parque García Rovira, en el centro de la ciudad, justo al lado de la Alcaldía de la ciudad y la Gobernación del Departamento.
En la ciudad también se encuentra la Casa de la Cultura Custodio García Rovira, un museo de bellas artes que alberga exposiciones de diferentes pintores. La casa donde nació este prócer también se conserva, y fue declarada como bien de interés cultural nacional desde 1966.
El Ejército Nacional de Colombia honra la memoria de este prócer con el Batallón de Infantería n.º 13 «Gr. Custodio García Rovira» con sede en la ciudad de Cúcuta, adscrito a la Segunda División del Ejército Nacional de Colombia.